# 로비 (방)

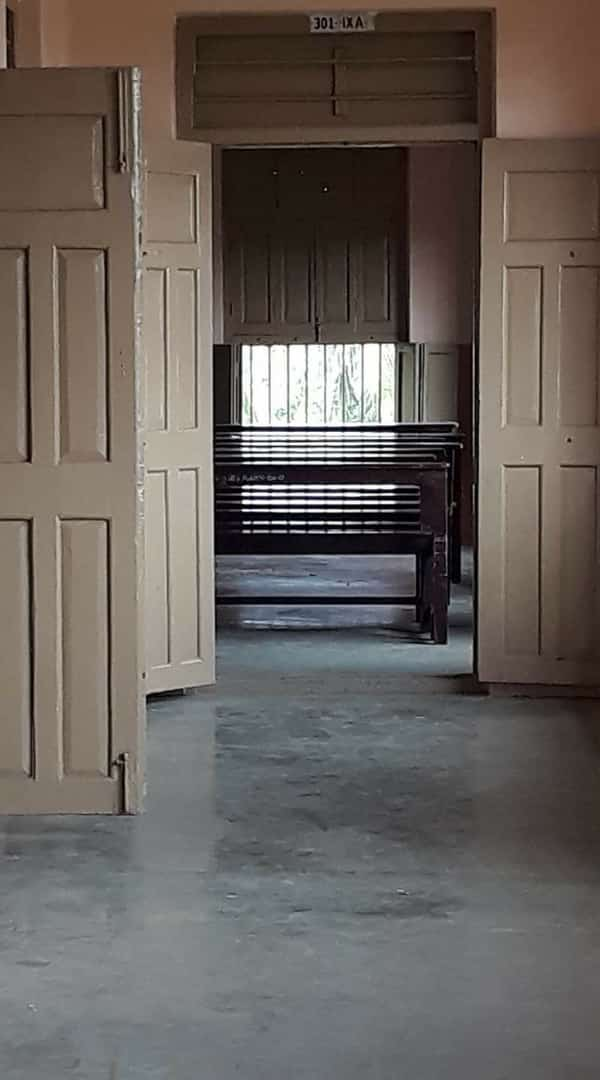

로비(영어: lobby)는 외부에서 입구에 사용되는 일종의 건물의 방이다. 극장, 오페라 극장, 콘서트장, 영화관 등에 주로 있다. 특히 공연 전과 인터미션에 관객을 위한 휴식 공간이 되며, 공연 후 축하 행사 장소로도 사용된다.
1980년대 중반 이후 로비를 단순히 문에서 엘리베이터로 이동하는 공간이 아니라 사회적 공간 및 상업 공간으로 생각하는 경향이 증가했다. 호텔 로비 디자인을 더 좋게 하기 위해 로비 분위기를 측정하는 척도를 개발하기 위한 연구도 이루어지고 있다. 많은 사무실 건물, 호텔, 고층 빌딩은 좋은 인상과 이미지를 주기 위해 로비에 많은 노력을 기울이고 있다.

## 같이 보기
- 겐칸